# 2월 24일
2월 24일은 그레고리력으로 55번째(윤년일 경우도 55번째) 날에 해당한다.

## 사건
- 1637년 - 정축하성.
- 1946년 - 후안 페론이 아르헨티나의 대통령에 당선되다.
- 1966년 - 조지프 안서 안크라가 가나의 대통령에 취임했다.
- 2010년 - 용각류 공룡 아비도사우루스 화석이 발견되었다.
- 2022년 - 우크라이나에 대한 러시아의 본격적인 침공이 시작되었다.

## 문화
- 1916년 - 조선총독부가 소록도에 ‘자혜의원’을 설립하다.
- 1982년 - 썬 마이크로시스템즈가 설립되다.
- 2006년 - 교황 베네딕토 16세는 천주교 서울대교구장 정진석 대주교를 추기경으로 임명하다.
- 2014년 - SM엔터테인먼트 소속 그룹 소녀시대, 네번째 미니앨범 "Mr.Mr." 발매.
- 2019년 - 하이라이트 레코즈에서 첫 여성래퍼 스월비 영입.
- 2021년 - 두절되었던 보이저 2호의 통신이 11개월 만에 복구되었다.
- 2023년 - EBS의 최고의 요리 비결이 23년 만에 종영되었다.

## 탄생
- 1463년 - 이탈리아의 철학자 조반니 피코 델라 미란돌라. (~1494년)
- 1500년 - 신성 로마 제국 황제이자 스페인의 국왕 카를 5세. (~1558년)
- 1557년 - 신성 로마 제국 황제이자 헝가리와 보헤미아의 국왕 마티아스. (~1619년)
- 1831년 - 독일의 총리 레오 폰 카프리비 백작.
- 1846년 - 대한민국의 독립운동가 김가진. (~1922년)
- 1852년 - 일본의 정치가 데라우치 마사타케. (~1919년)
- 1874년 - 미국의 야구 선수 호너스 와그너. (~1955년)
- 1885년 - 미해군의 원수 체스터 니미츠. (~1966년)
- 1919년
  - 고종 황제의 서손녀이자 대한제국 황손녀 이해원. (~2020년)
  - 미국의 텍사스 주지사 존 코널리의 영부인 넬리 코널리. (~2006년)
- 1926년 - 대한민국의 정치인 류승번. (~2023년)
- 1927년 - 프랑스의 배우 에마뉘엘 리바. (~2017년)
- 1930년
  - 대한민국의 정치인 최공인.
  - 미국의 모델, 배우 바버라 로렌스. (~2013년)
- 1934년
  - 미국의 정치인 조지 라이언. (~2025년)
  - 이탈리아의 성악가 레나타 스코토. (~2023년)
  - 말라위의 제3대 대통령 빙구 와 무타리카. (~2012년)
- 1938년 - 대한민국의 사회학자 박영신.
- 1939년 - 대한민국의 바둑 기사 김윤태. (~2010년)
- 1940년 - 스코틀랜드의 전 축구 선수 데니스 로. (~2025년)
- 1941년 - 대한민국의 정치인 김찬진. (~2025년)
- 1942년
  - 대한민국의 성우 이영달. (~2001년)
  - 미국의 정치인 조 리버먼. (~2024년)
- 1944년 - 영국의 피아노, 오르간 연주자 니키 홉킨스. (~1994년)
- 1945년
  - 대한민국의 기업인 정몽우. (~1990년)
  - 대한민국의 성우 남궁윤.
- 1946년 - 러시아의 수학자, 필즈상 수상자 그리고리 마르굴리스.
- 1948년
  - 아르헨티나의 전 축구 선수 루이스 갈반. (~2025년)
  - 스코틀랜드의 축구 선수 월터 스미스. (~2021년)
- 1949년 - 대한민국의 국방인, 정치인 송영무.
- 1953년 - 대한민국의 가야금 연주자 문재숙.
- 1954년 - 미국의 게임 프로그래머 시드 마이어.
- 1955년
  - 대한민국의 경찰관, 범죄자 우범곤. (~1982년)
  - 미국의 애플 CEO 스티브 잡스. (~2011년)
  - 프랑스의 자동차 경주 선수 알랭 프로스트.
- 1956년 - 대한민국의 배우 최정식.
- 1957년
  - 대한민국의 성우 임은정.
  - 스페인의 축구 선수 라파엘 고르디요.
- 1959년 - 대한민국의 가수 이문세.
- 1960년 - 대한민국의 성우 임은정.
- 1961년 - 대한민국의 희극인 김한국.
- 1963년 - 대한민국의 금융 출신 정치인 홍성국.
- 1964년
  - 이스라엘의 역사학 교수 유발 하라리.
  - 일본의 성우 나가사코 다카시.
- 1965년 - 독일의 전 축구 선수 한지 플리크.
- 1966년 - 미국의 배우 빌리 제인.
- 1968년 - 대한민국의 게임 해설가 겸 만화 스토리 작가 엄재경.
- 1969년
  - 대한민국의 배우 김승우.
  - 대한민국의 성우 배주영.
  - 대한민국의 아나운서 최승돈.
- 1970년 - 대한민국의 희극인 백재현.
- 1971년
  - 대한민국의 영화배우 장진.
  - 대한민국의 영화배우 최동훈.
  - 대한민국의 가수 및 음악 프로듀서, 보컬 트레이너 박선주.
  - 미국의 작가 길리언 플린.
- 1973년 - 불가리아의 체조 선수 요르단 요프체프.
- 1974년 - 대한민국의 축구 선수 조현.
- 1976년
  - 대한민국의 배우 안선영.
  - 이스라엘의 역사학자 유발 노아 하라리.
  - 일본의 성우 이시이 마코토.
  - 미국의 골프 선수 잭 존슨.
- 1977년
  - 미국의 권투 선수 플로이드 메이웨더 주니어.
  - 대한민국의 희극인 정용국.
  - 프랑스의 알파인 스키 선수 장피에르 비달.
- 1978년
  - 대한민국의 래퍼 개리 (허니 패밀리, 리쌍).
  - 대한민국의 성우 김동하.
  - 일본의 전 축구 선수 사카모토 마사타카
- 1979년 - 미국의 전 야구 선수 데니스 탱커슬리.
- 1981년
  - 대한민국의 전 가수, 배우 박정아.
  - 대한민국의 배우 이영진.
- 1982년
  - 대한민국의 배우 박다안.
  - 일본의 전 가수 melody..
- 1983년 - 대한민국의 배우 민아령.
- 1984년
  - 대한민국의 기상캐스터 노은지.
  - 대한민국의 배우 박영린.
  - 대한민국의 전 가수, 배우, 쇼호스트 이세미.
  - 대한민국의 전직 스타크래프트 프로게이머 이주영.
  - 대한민국의 전직 스타크래프트 프로게이머 김슬기.
  - 미국의 프로레슬링 선수 맷 폴린스키.
- 1985년 - 대한민국의 거리공연가 조문근.
- 1986년
  - 대한민국의 싱어송라이터 비 스윗.
  - 대한민국의 배우 황찬호. (~2018년)
  - 대한민국의 전 축구 선수 이원재.
- 1987년
  - 대한민국의 가수, 뮤지컬 배우 김규종.
  - 대한민국의 배우 박영린.
- 1988년
  - 대한민국의 야구 선수 이재원.
  - 대한민국의 배우 장인섭.
  - 잉글랜드의 축구 선수 마이클 존슨.
- 1989년
  - 영국의 배우 대니얼 컬루야.
  - 대한민국의 야구 선수 고영창.
- 1990년
  - 대한민국의 야구 선수 박해민.
  - 대한민국의 핸드볼 선수 류은희.
  - 대한민국의 뮤지컬 배우 김지현.
- 1991년
  - 대한민국의 배우 나혜미.
  - 대한민국의 가수 에이민.
  - 미국의 모델 에밀리 디도나토.
  - 튀르키에의 축구 선수 세미흐 카야.
- 1992년
  - 대한민국의 축구 선수 이종호.
  - 그리스의 축구 선수 니콜라오스 카렐리스.
  - 대한민국의 야구 선수 오윤석.
  - 아프리카의 유튜브 임다.
- 1993년
  - 대한민국의 가수 이우혁.
  - 대한민국의 배우 안정균.
  - 미국의 야구 선수 호세 로하스.
- 1994년
  - 대한민국의 싱어송라이터 다운.
  - 대한민국의 가수 어진별.
  - 미국의 테니스 선수 제시카 페굴라.
  - 스코틀랜드의 축구 선수 라이언 프레이저.
  - 일본의 축구 선수 나카무라 슌.
- 1995년 - 대한민국의 가수 지유.
- 1996년 - 대한민국의 가수 홈존.
- 1997년
  - 대한민국의 축구 선수 김진규.
  - 멕시코의 축구 선수 세사르 몬테스.
  - 일본의 아이돌 야구라 후코. (NMB48)
- 1999년 - 대한민국의 야구 선수 김시훈.
- 2000년 - 대한민국의 사격 선수 장국회.
- 2001년
  - 대한민국의 바둑 기사 유주현.
  - 대한민국의 축구 선수 조성권.
  - 잉글랜드의 배우 러모나 마케즈.
- 2003년
  - 일본의 배우 사와구치 아이카.
  - 대한민국의 가수 수아.
- 2008년 - 대한민국의 배우 강지석.
- 2009년 - 대한민국의 배우 이한서.
- 2014년 - 대한민국의 아역 배우 이천무.

## 사망
- 1810년 - 영국의 화학자, 물리학자 헨리 캐번디시. (1731년~)
- 1876년 - 라이베리아의 초대 대통령 조지프 젠킨스 로버츠. (1809년~)
- 1926년 - 미국의 야구 선수 에디 플랭크. (1875년~)
- 1953년 - 2차 세계대전 독일의 군인 게르트 폰 룬트슈테트. (1875년~)
- 1960년 - 대한민국의 독립운동가 강근호. (1888년~)
- 1967년 - 이탈리아의 병리학자 에밀리오 베라티. (1872년~)
- 1984년 - 대한민국의 청년운동가, 영화제작자 이화룡. (1914년~)
- 1986년 - 캐나다의 정치인 토미 더글러스. (1904년~)
- 1987년 - 대한민국의 교육자 송금선. (1905년~)
- 1993년 - 영국의 축구 선수, 축구 감독 보비 무어. (1941년~)
- 1998년 - 미국의 사회운동가, 여성운동가 클라라 프레이저. (1923년~)
- 2001년
  - 대한민국의 언론인 이득렬. (1939년~)
  - 미국의 과학자 클로드 샤논. (1916년~)
- 2010년
  - 대한민국의 영화감독 조명남. (1964년~)
  - 대한민국의 물리학 교수 이성익. (1952년~)
- 2017년 - 대한민국의 좌익운동가 박덕남. (1920년~)
- 2018년 - 대한민국의 언론인 조용중. (1930년~)
- 2018년 - 인도의 배우 스리데비. (1963년~)
- 2019년 - 콩고 민주 공화국의 정치인 앙투안 기젱가. (1925년~)
- 2020년
  - 대한민국의 배우 이신재. (1943년~)
  - 미국의 수학자 캐서린 존슨. (1918년~)
  - 미국의 영화배우 벤 쿠퍼. (1933년~)
- 2021년
  - 대한민국의 인권운동가 김기홍. (1933년~)
  - 잉글랜드의 영화배우 로널드 픽업. (1940년~)
- 2022년
  - 과테말라의 정치인 로베르토 카르피오 니코예. (1930년~)
  - 미국의 영화배우 샐리 켈러먼. (1937년~)
  - 우크라이나의 군인 비탈리 스카쿤. (1996년~)
  - 불가리아의 육상선수 이반카 흐리스토바. (1941년~)
  - 동독의 수영선수 카틀렌 노르트. (1965년~)
- 2023년
  - 일본의 저널리스트 니시야마 다키치. (1931년~)
  - 대한민국의 정치인 배덕광. (1948년~)
- 2024년
  - 대한민국의 사진가 권정호. (1939년~)
  - 대한민국의 법조인 김상원. (1933년~)
  - 대한민국의 레슬링 지도자 안광열. (1930년~)
  - 벨라루스의 레슬링 선수 드미트리 데벨카. (1976년~)
  - 북아일랜드의 축구 선수 크리스 니컬. (1946년~)
  - 캐나다의 배우 케네스 미첼. (1974년~)

- 2025년
  - 대한민국의 역사가 정수일. (1934년~)
  - 미국의 싱어송라이터 로버타 플랙. (1937년~)

## 기념일
- 에스토니아 독립기념일
- 멕시코 국기의 날

## 같이 보기
- 전날: 2월 23일 다음날: 2월 25일 - 전달: 1월 24일 다음달: 3월 24일
- 음력: 2월 24일
- 모두 보기